# QEMU
Qemu, contracció de Quick EMUlator, és un emulador de terminal de processadors que també pot ser emprat com hipervisor. Com a emulador, permet executar programari d'un altre sistema operatiu. Com a hipervisor, permet crear i gestionar màquines virtuals. QEMU s'assembla a altres projectes com Bochs,  VMware Worksation i PearPc. És programari lliure; la majoria del programa és sota la llicència LGPL, amb l'emulació en mode d'usuari sota la GPL i el projecte fou creat per Fabrice Bellard. L'objectiu principal és emular un sistema operatiu dintre d'un altre sense haver de particionar el disc dur, emprant per a la seva ubicació qualsevol directori dintre d'aquest. QEMU té dos modes operatius:
Emulació en mode d'usuariQEMU pot executar processos de Linux o Darwin/Mac OS X compilats per a una CPU en una altra CPU.
Emulació en mode complet del sistemaQEMU emula un sistema informàtic complet, incloent-hi un processador i diversos perifèrics. Es pot utilitzar per a proporcionar allotjament virtual d'uns quants ordinadors virtuals en un únic ordinador.

## Prestacions
- Permet emular les arquitectures IA-32 (x86), AMD64 (x86-64), MIPS, SPARC, Advanced RISC Machines i PowerPC.
- No fa ús de fitxers de configuració, tot es pot configurar en temps d'ús.
- Ocupa molt poc espai comparat amb altres aplicacions similars.
- Es pot utilitzar per a depuració de sistemes operatius.
- Disposa d'un conjunt d'utilitats que permeten manipular les imatges de discos.
- Suporta el format COW (copy on write) que permet fer una imatge buida que només es va ocupant a mesura que s'utilitza.
- Té diverses aplicacions per portar imatges de disc d'altres formats (com VMware).
- Permet fer "snapshots" (captures d'estat) en un moment determinat, copiant tota la ram i l'estat de la màquina a un fitxer, permetent restaurar/arrencar ràpidament un sistema, podent disposar d'aquestes imatges quan desitgem.
- El mòdul d'acceleració (KQEMU) és opcional, es pot instal·lar/usar QEMU sense permisos especials a la màquina mestre.
- Amb el mòdul KQEMU (QEMU accelerator) la velocitat s'incrementa significativament, permetent velocitats similars a aplicacions propietàries, com VMWare.
- No requereix entorn gràfic per a funcionar (X11, SDL, console...)